# Eulepidotis ezra
Eulepidotis ezra är en fjärilsart som beskrevs av Druce 1898. Eulepidotis ezra ingår i släktet Eulepidotis och familjen nattflyn. Inga underarter finns listade i Catalogue of Life.